# Hospital General d'Elda
L'Hospital General Universitari d'Elda Virgen de la Salud es troba a la Carretera d'Elda a Saix s/n., situat en les llomes de la serra de la Torreta. Dona servei a les comarques del Vinalopó Mitjà, l'Alt Vinalopó i la Foia de Castalla.

## Història
És un dels hospitals comarcals promoguts per l'Insalud abans d'aprovar-se la Llei de Sanitat (com els de Elx, Dénia o la Vila Joiosa). La seua construcció va començar al voltant de 1977. Va ser inaugurat per l'aleshores Ministre de Sanitat, Ernest Lluch Martín.
Es tracta d'un conjunt de grans dimensions, amb tipologia de nucli central i tres braços longitudinals, un destinat a quiròfan i els altres dos a infermeria. Donada la complexa topografia de la zona, van ser necessaris importants moviments de terres per a la seua construcció. Entre 1994 i 1995 es va modificar la façana, ja que podia presentar problemes en cas d'incendi.
Després de l'ampliació finalitzada l'any 2010, la capacitat de l'hospital és de 513 llits.
Des de l'any 2012 té l'acreditació d'Hospital Universitari, per la qual cosa serveix com a centre formatiu per a estudiants de diferents graus universitaris, com ara infermeria, medicina, fisioteràpia o nutrició humana i dietètica, principalment de la Universitat d'Alacant i la Universitat Miguel Hernandez d'Elx.